# باكسان (نهر)
نهر الباكسان أو نهر الأزاو (بالروسية: Баксан, Азау) هو نهر في قبردينو - بلقاريا، روسيا، وأحد روافد نهر المالكا. يبلغ طول نهر 173 كم، ومساحة حوضه 6,800 كم2. كما أنه ينبع من هضبة الاورال